# Jean-Henri Castéra
Jean-Henri Castéra (1749-1838), parfois nommé Castéra d'Artigues, est un diplomate, écrivain et traducteur français. 

## Biographie
Jean-Henri Castéra naît le 17 juillet 1749 à Tonneins, actuellement en Lot-et-Garonne, dans la famille d'un négociant, maître de bateaux. Il fait ses études dans un collège jésuite, puis sert aux Antilles dans un régiment de dragons. Il rejoint ensuite la cour du roi Louis XVI à Paris, et se voit confier des missions diplomatiques officieuses, qui le conduisent à faire plusieurs voyages à l'étranger. Homme de lettres et poète, il publie en 1786 un poème d'une centaine de pages, Les baisers de Zizi.
À la cour de Catherine II à Saint-Pétersbourg, il en est un des historiographes, et écrit anonymement un récit de la vie de l'impératrice, immédiatement après sa mort. Publié à Paris en 1797 sous le titre de Vie de Catherine II, impératrice de Russie, il rencontre le succès, et connaitra de nombreuses rééditions et traductions. À cause de la liberté de vue sur les événements politiques, sur les conflits au sein de la cour et sur la vie personnelle de l'impératrice, et parce qu'il en est une des premières biographies, l'ouvrage est resté longtemps une référence pour les lecteurs russes. Il donne à la fin du second tome des informations sur l'organisation administrative et militaire, mais également sur les énormes présents, en terres et en serfs, que fit Catherine II à ses favoris.   
De retour à Paris, il ne rencontre pas de difficultés pendant la Révolution française, mais refuse la proposition de Bonaparte de l'accompagner comme chroniqueur pendant la campagne d'Égypte. Il traduit ensuite d'autres ouvrages, notamment les voyages du capitaine Cook et d'autres récits de voyages septentrionaux et africains, publie des recueils de poèmes et d'autres ouvrages. Il espère être nommé à l'Académie française, mais l'empereur lui en ferme l'accès. Il se retire alors dans le château d'Artigues qu'il a acquis à Tonneins pendant la révolution, où il meurt le 19 décembre 1838.

## Distinction
- Chevalier de la Légion d'honneur (8 octobre 1814[4])

## Ouvrages
- Les baisers de Zizi, poëme, Paris, Royez, 1786 (lire en ligne) ;

- Vie de Catherine II, impératrice de Russie .., Paris, F. Buisson, 1797 (lire en ligne).

### Traductions
- Benjamin Franklin (trad. Jean-Henri Castéra), Vie de Benjamin Franklin, Chez F. Buisson ..., 1798 (présentation en ligne) ;
- Samuel Turner (trad. Jean-Henri Castéra), Ambassade au Thibet et au Boutan: contenant des détails très-curieux sur les mœurs, la religion, les productions et le commerce du Thibet, du Boutan et des états voisins : et une notice sur les événemens qui s'y sont passés jusqu'en 1793, F. Buisson, 1800 (présentation en ligne, lire en ligne) ;
- Alexander Mackenzie (trad. Jean-Henri Castéra), Voyages d'Alexander Mackenzie, dans l'intérieur de l'Amérique Septentrionale, faits en 1789, 1792 et 1793: le Ier., de Montréal au fort Chipiouyan et à la mer Glaciale : le 2me., du fort Chipiouyan jusqu'aux bords de l'océan Pacifique : précédés d'un tableau historique et politique sur le commerce des pelleteries, dans le Canada, Dentu, an X., 1802 (lire en ligne).
- Voyage dans l'intérieur de l'Afrique, fait en 1795, 1796, 1797, par M. Mungo Park..., Tavernier, Dentu, Cartret, Paris, An VIII (rééd. aux éditions La Découverte, Paris 1980, avec une préface d'Adrian Adams).

## Pour approfondir